# I.D.E.A.S.
I.D.E.A.S. Iniciativas de Economía Alternativa y Solidaria S.C.A. è una delle principali centrali di importazione, per la Spagna, del commercio equo-solidale.
L'organizzazione ha sede a Cordova, con una filiale a Madrid. È membro della European Fair Trade Association (EFTA), l'associazione europea del commercio equo-solidale, e di NEWS!, la rete europea delle botteghe del mondo.
Le principali categorie merceologiche trattate da I.D.E.A.S. sono i generi alimentari e l'artigianato, abbigliamento, soprammobili in legno e ceramica, tessuti, strumenti musicali, bigiotteria, giocattoli e articoli da cartoleria.
I produttori da cui si rifornisce si trovano in America Latina, in Africa e soprattutto in Asia. I partner asiatici con cui I.D.E.A.S collabora si trovano in Bangladesh, Filippine, India, Indonesia, Pakistan, Nepal e Sri Lanka. Si tratta di cooperative o altri gruppi organizzati di artigiani, ma anche di comunità per il recupero di tossicodipendenti.